# Ferdinand Meidert
Carl Friedrich Ferdinand Meidert (* 29. März 1958; † 12. März 2017) war ein deutscher Jurist und Fußballfunktionär. Von 2012 bis 2015 war er geschäftsführendes Präsidiumsmitglied und zudem von 2013 bis 2015 auch Sportdirektor des damaligen Zweitligisten VfR Aalen.

## Werdegang
Nachdem er Rechtswissenschaft und Betriebswirtschaft studiert hatte, war Ferdinand Meidert ab 1987 als Rechtsanwalt tätig. Als solcher hatte er eine Kanzlei in Aalen und war zudem bei dem 2010 gegründeten Sportberatungs-Unternehmen IBS Consulting in Thierhaupten Mitglied des Führungsteams. Seine Tätigkeitsschwerpunkte lagen hierbei neben dem Arbeitsrecht und Verwaltungsrecht auch im Sportrecht, Vereinsrecht und Steuerrecht sowie im Wirtschaftsrecht. Außerdem befasste er sich mit Gründungen, Umwandlungen und Sanierungen von Unternehmen und begleitete mehrere Profivereine bei der Ausgliederung von Kapitalgesellschaften. Zudem war er unter anderem für Vereine in Angelegenheiten der Finanzierung und Lizenzierung sowie für Unternehmen hinsichtlich von Sponsoringaktivitäten beratend tätig.
Darüber hinaus hatte sich Meidert mit seiner Kanzlei auch unter anderem auf die Vertretung von Ärzten bei Regressforderungen nach Wirtschaftlichkeitsprüfungen durch Krankenkassen und Kassenärztliche Vereinigung spezialisiert.
Meidert starb im März 2017 nach schwerer Krankheit.

## Funktionär beim VfR Aalen
Im Jahr 2000 stieß Meidert als Rechtsbeistand zum damaligen Regionalligisten VfR Aalen. Nachdem der bisherige geschäftsführende Vizepräsident Guido Walter zum Jahresende 2011 aus dem Verein ausgeschieden war, rückte Meidert Anfang 2012 in das Präsidium des Vereins nach und wurde mit der Geschäftsführung beauftragt. Im folgenden halben Jahr erreichte die Mannschaft unter dem Cheftrainer Ralph Hasenhüttl den Aufstieg in die 2. Bundesliga.
Nach einer sportlich relativ guten Zweitligasaison 2012/13 stellte der überraschende Ausstieg des Hauptsponsors Imtech zum Saisonende im Sommer 2013 den Verein vor erhebliche finanzielle Probleme. Nachdem die Lizenz zur Teilnahme an der 2. Bundesliga für die folgende Saison 2013/14 nur durch die Übernahme einer Bürgschaft von über sechs Millionen Euro durch den Vereinspräsidenten Berndt-Ulrich Scholz gesichert werden konnte, wurde für die Zukunft ein strikter Konsolidierungskurs ausgegeben. Im Dezember 2013 wurde der bisherige Sportdirektor Markus Schupp entlassen und Ferdinand Meidert mit dessen Aufgaben betraut.
Im Oktober 2014 gab der Verein die Bestellung Meiderts zum Geschäftsführer bekannt, wobei er seine bisherigen Aufgaben als Sportdirektor und Präsidiumsmitglied beibehielt.
Da der Verein weiterhin vor finanzielle Probleme gestellt war, wurde entgegen den Lizenzauflagen in der Saison 2014/15 im dritten Jahr in Folge das bereits negative Eigenkapital des Vereins weiter verschlechtert. Aus diesem Grund zog die DFL dem VfR während der Spielzeit zwei Punkte ab. Am Saisonende stieg die Mannschaft aus der zweiten Liga ab. Meiderts ursprünglich bis 2018 laufender Vertrag besaß nur für die zweite Liga Gültigkeit und wurde mit dem Abstieg daher zum 30. Juni 2015 unwirksam.